# Hans Heister
 Der er for få eller ingen kildehenvisninger i denne artikel, hvilket er et problem. Du kan hjælpe ved at angive troværdige kilder til de påstande, som fremføres i artiklen.

Hans Malte Hillebert Heister (født 17. januar 1902, død 24. juni 1984 i Hellerup) var en dansk modstandsmand under Danmarks besættelse, civilingeniør og medlem af Dansk Samling. Heister var leder af Gentofte-afsnittet og med i regionsledelsen.
Hans Heister erstattede Egil Barfod, der efter opfordring af Flemming B. Muus skulle reorganisere modstandsgruppen Holger Danske, men blev arresteret natten til 6. december 1944. Hans Heister blev selv arresteret kort efter, den 5. februar 1945.
Hans Heister blev efter sin anden arrest sat, i Gestapos danske hovedkvarter, Shellhuset hvor han sad under bombningen den 21. marts 1945. 
Han slap dog levende fra fangenskabet og udgav efter krigen Modstandsbevægelsen Afsnit II (særtryk af Gentofte Kommune under Besættelsen, 1947).
Hans fik tre døtre: viceskoleinspektør for Birkerød Privatskole Signe Heister, lektor Anne Heister og komponist og skuespiller Bodil Heister. 